# Корнеттіно
Корнетті́но (італ. cornettino, множина cornettini; нім. Diskant Zink, Quart-Zink) — старовинний малий дискантовий духовий інструмент родини корнетів (або цинків), із губним вібруючим язичком. Звучить на кварту або квінту вище за більший, поширеніший альтовий корнет. Існували дві основні моделі інструмента — у строях ре або до, хоча при закритих усіх отворах звучали відповідно мі або ре, що могло знижуватися ще на тон послабленням амбушура. Назва cornettino в перекладі з італійської означає «малий корнет», а cornetto, своєю чергою, — «малий ріг».

## Конструкція

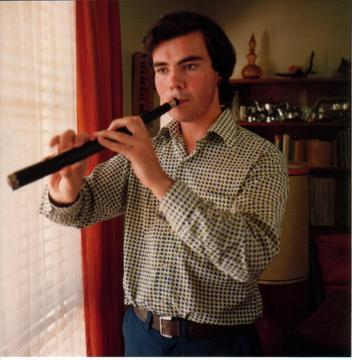
Музикант грає на корнеттіно

Збережені зразки корнеттіно мають довжину 35–37 см для варіанту в ре (D), і 39–46 см — для інструмента в до (C). Для порівняння, альтові корнети в соль (G) мають довжину 51–63 см. Ці відмінності зумовлені насамперед історичними варіаціями строю, які коливалися в Європі від A₄ = 415 Гц до 510 Гц. На піку популярності у XVII столітті корнеттіно виготовляли у chor-ton (церковному строї), тобто близько A₄ = 466 Гц.
Інструмент зазвичай виготовляли з двох поздовжніх половинок деревини (зазвичай самшиту або волоського горіха), видовбували внутрішній канал, склеювали, а потім обгортали чорненою шкірою або пергаментом для герметичності й зручності гри. Мундштуки робили з рогу, кістки або слонової кістки.
Деякі німецькі зразки мали декоративні металеві кільця (з золота, срібла або позолоченої латуні) на кінцях. Деякі екземпляри виготовляли повністю з різьбленої слонової кістки.
У XX столітті розпочалося відродження інструмента: майстер Крістофер Монк створював репліки корнетів із сучасних композитів і епоксидних смол.

### Варіанти
Відомо про три збережені тихі корнеттіно (mute cornettini): один у Нюрнберзі та два у Відні. Ці інструменти, як і їхні альтові аналоги, мають пряму форму та інтегрований мундштук. Прямого репертуару для них не знайдено, тому функція інструмента лишається невизначеною. У партитурі 16-голосного мадригала Udite chiari e generosi figli Джованні Габрієлі в партії канту хору I зазначено cornetto muto. Через наявність у партії ноти A₅ можна припустити, що композитор мав на увазі саме німий корнеттіно, хоча цю тесситуру здатен охопити й звичайний німий корнет у строї соль або фа.

## Історія
Корнеттіно активно використовували в пізньому Ренесансі та Бароко, переважно в Північній Європі. У творах Міхаеля Преторіуса інструмент звучав у церкві в унісон із теноровими голосами на октаву вище. У другій половині XVII століття композитори півночі (особливо Німеччини й Австрії) застосовували корнеттіно у масштабних месах, кантатах і духовній музиці. Корнеттіно був улюбленим інструментом міських музикантів (Stadtpfeiffer), а такі композитори, як Йоган Каспар Горн і Матіас Шпіґлер, писали ансамблеву музику для одного, двох або трьох корнеттіно. Інструмент залишався в активному використанні до кінця XVIII століття, переважно в церковних оркестрах. Йоганн Себастьян Бах і Георг Філіпп Телеман застосовували його в кількох кантатах.

## Діапазон
Теситура корнеттіно охоплює від C₄ (середнє до) до G₅. Досвідчені виконавці здатні досягти ноти до E₆.

## Тембр
Тембр корнеттіно яскравіший і проникливіший, ніж у стандартного корнета. Його часто використовували в ансамблях разом із трубами й скрипками у високих теситурах. Звучання інструмента вважалося приємним у поєднанні з природними трубами (із гобойоподібним тембром) і скрипками, налаштованими на A₄ ≈ 466 Гц. У другій і третій октавах інструмент має пронизливе звучання, тоді як основна октава дає характерний тростинний тембр, подібний до обоя.

## Репертуар
Композитори, які вказували на використання корнеттіно у своїх партитурах: Міхаель Преторіус, Генріх Шютц, Йоганн Генріх Шмельцер, Генріх Ігнац Франц фон Бібер, Матіас Векманн, Антоніо Берталі, Йоганн Каспар Горн, Йоганн Ерасмус Кіндерманн, Маттіас Шпіґлер, Йоганн Фірданк, Йоганн Себастьян Бах і Георг Філіпп Телеман.
Деякі твори фон Бібера та Андреаса Гофера позначають партії для корнета, але їхня тесситура свідчить, що малася на увазі партія саме для корнеттіно. Один із прикладів — Missa Salisburgensis à 53 voci.

## Номенклатура
Інші варіанти назви корнеттіно: Cornettin, Cornettinen, Kornettin, Quart-Zink, Klein Discant Zink, Diskant Zink, Krummer Diskant Zink та corñio (наприклад, у кантаті Баха Christum wir sollen loben schon, BWV 121). 